# Insula Ellesmere

Insula Ellesmere

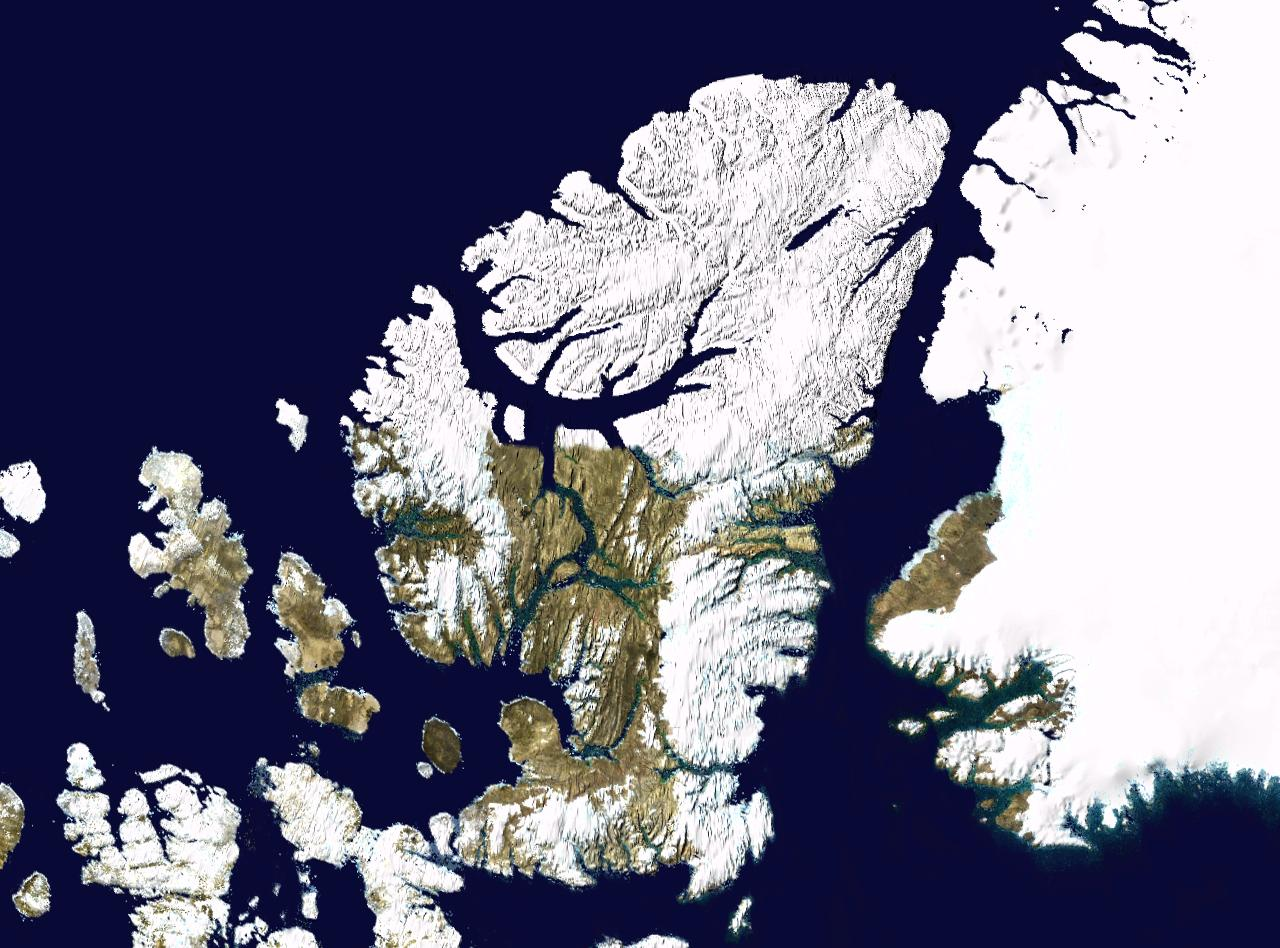
Imagine din satelit cu insula Ellesmere și zona învecinată

Insula Ellesmere este o insulă din Arhipelagul Arctic Canadian, în nordul Canadei și al Americii de Nord, parte a grupului numit Insulele Reginei Elisabeta. Din punct de vedere administrativ este inclusă în regiunea Qikiqtaaluk a teritoriului Nunavut. Capul Columbia din nordul insulei este cel mai nordic punct terestru al Canadei și al Americii de Nord. Insula Ellesmere ocupă o suprafață de 196.235 km2 și are un perimetru de 10.748 km, fiind a zecea insulă ca suprafață din lume și a treia din Canada.

## Geografie

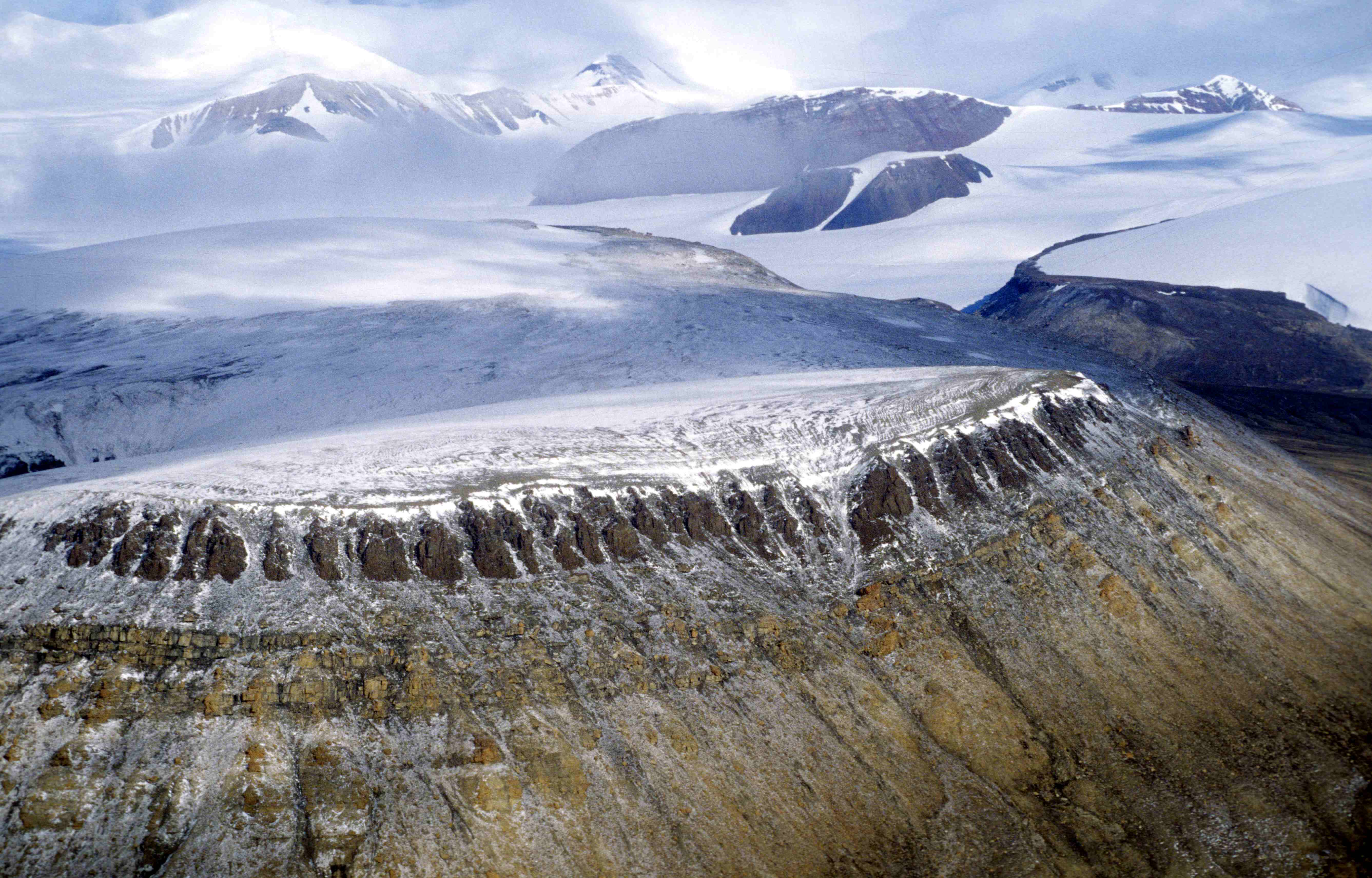
Munții British Empire din nordul insulei Ellesmere

În nordul insulei Ellesmere se întinde Marea Lincoln și Oceanul Arctic, la est este despărțită de Groenlanda prin strâmtoarea Nares și golful Baffin, la sud strâmtoarea Jones o desparte de insula Devon, iar la est se învecinează cu insula Axel Heiberg, de care o despart strâmtorile Eureka și Nansen.
Ea are o linie de coastă foarte neregulată, caracterizată prin prezența a numeroase fiorduri și peninsule. 
Sud-estul insulei cuprinde zonele cele mai nordice ale Scutului Canadian. La vest de acesta se află un platou format în era paleozoică, iar la nord, ocupând majoritatea insulei, se află munți formați din roci sedimentare care aparțin de sistemul muntos al Cordilierei Arctice. Cel mai înalt punct de pe insulă, vârful Barbeau (2616 m) din Munții British Empire, este și cel mai înalt vârf din arhipelagul arctic canadian și de fapt și din estul Americii de Nord.
Munții sunt acoperiți în general de calote glaciare, prin care pătrund doar vârfurile mai înalte, formând așa-numitele nunatak-uri.
Cel mai mare lac de pe insulă este lacul Hazen, cu o suprafață de aproximativ 540 km2. Pe insula Ellesmere există numeroase pârâuri și râuri relativ scurte, alimentate de calotele glaciare și de ghețari.

### Calote glaciare și ghețari

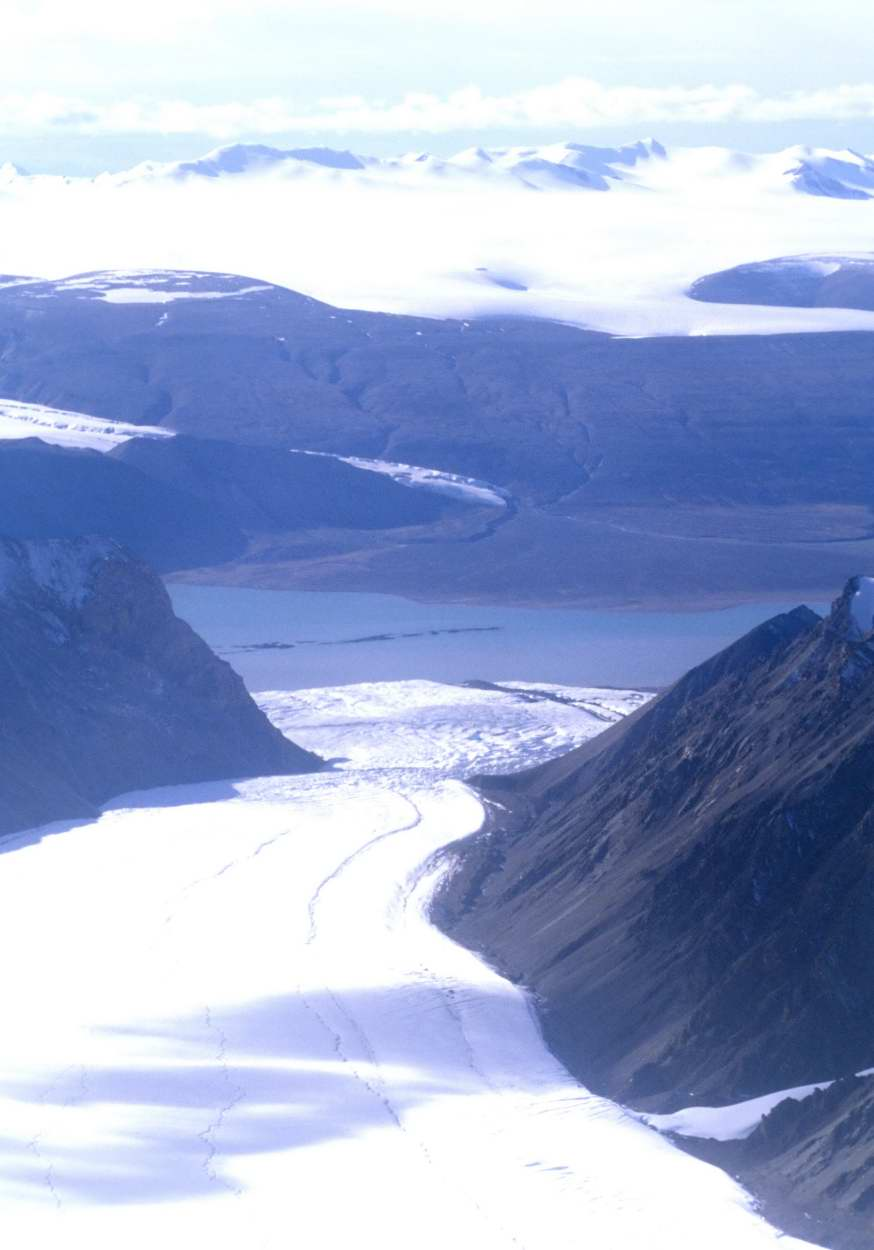
Ghețarul Brent din Munții Osborn, insula Ellesmere

O parte semnificativă a insulei Ellesmere, cca. 84.000 km2 este acoperită de calote glaciare și de ghețari. Până în secolul al XX-lea, coasta de nord-vest a insulei era acoperită de o platformă de gheață cu suprafața de 8.900 km2, însă în secolul trecut aceasta s-a redus cu cca. 90 %, formându-se platformele de gheață separate Alfred Ernest, Ayles, Milne, Ward Hunt și Markham. Un studiu din 1986 a arătat că între 1959 și 1974, din platformele de gheață Milne și Ayles s-a desprins un volum de gheață de 3,3 km3, corespunzând unei suprafețe de 48 km2.
Platforma de gheață Ward Hunt, pe coasta de nord a insulei Ellesmere, a fost afectată de o desprindere masivă (600 km2) în 1961-1962 și apoi a pierdut cca. 27% din grosime între 1967 și 1999.
Alte desprinderi din platforma de gheață Ward Hunt au avut loc în vara anului 2002 și în iulie 2008.
Platforma de gheață Ayles, cu o suprafață de 66 km2, s-a desprins complet în 13 august 2005.

### Zone protejate
Aproape o cincime din partea nordică a insulei este inclusă în Parcul Național Quttinirpaaq, fondat în 1988 ca rezervație naturală și transformat în parc național în anul 2000. Parcul are o suprafață de 37.775 km2 și include vârful Barbeau, lacul Hazen și o serie de fiorduri și ghețari.

## Vegetație și faună

### Vegetație
Cea mai mare parte a insulei Ellesmere este clasificată ca deșert arctic. 
Vegetația este în general de tip tundră, mai rară, datorită precipitațiilor reduse și terenului acoperit în mare parte de zăpadă, gheață și pietriș grosolan. Deoarece temperaturile scăzute încetinesc descompunerea organică și chimică, s-a format doar un strat relativ subțire de sol.
În Parcul Național Quttinirpaaq au fost documentate 154 specii de cormofite, împreună cu 44 specii de licheni și 193 specii de mușchi.
În 1957-1958, cu ocazia Anului Geofizic Internațional, zona lacului Hazen din nordul insulei Ellesmere a fost intens studiată de către biologii canadieni, care au găsit 127 de specii de plante cu flori în zonă.
Macul arctic (papaver gorodkovii) și saxifraga nivalis sunt cele mai răspândite plante cu flori, fiind întâlnite oriunde sunt îndeplinite condițiile de umiditate și nutrienți în sol. Salcia arctică (salix arctica) este cea mai înaltă plantă de tundră, deși atinge și ea abia 7-8 cm înălțime.
În zonele de câmpie, cum sunt împrejurimile lacului Hazen, fiordul Tanquary și zona golfului Lady Franklin, unde umiditatea se păstrează pe cea mai mare parte a sezonului de creștere a plantelor, se întâlnește o vegetație tipică de luncă.

### Faună

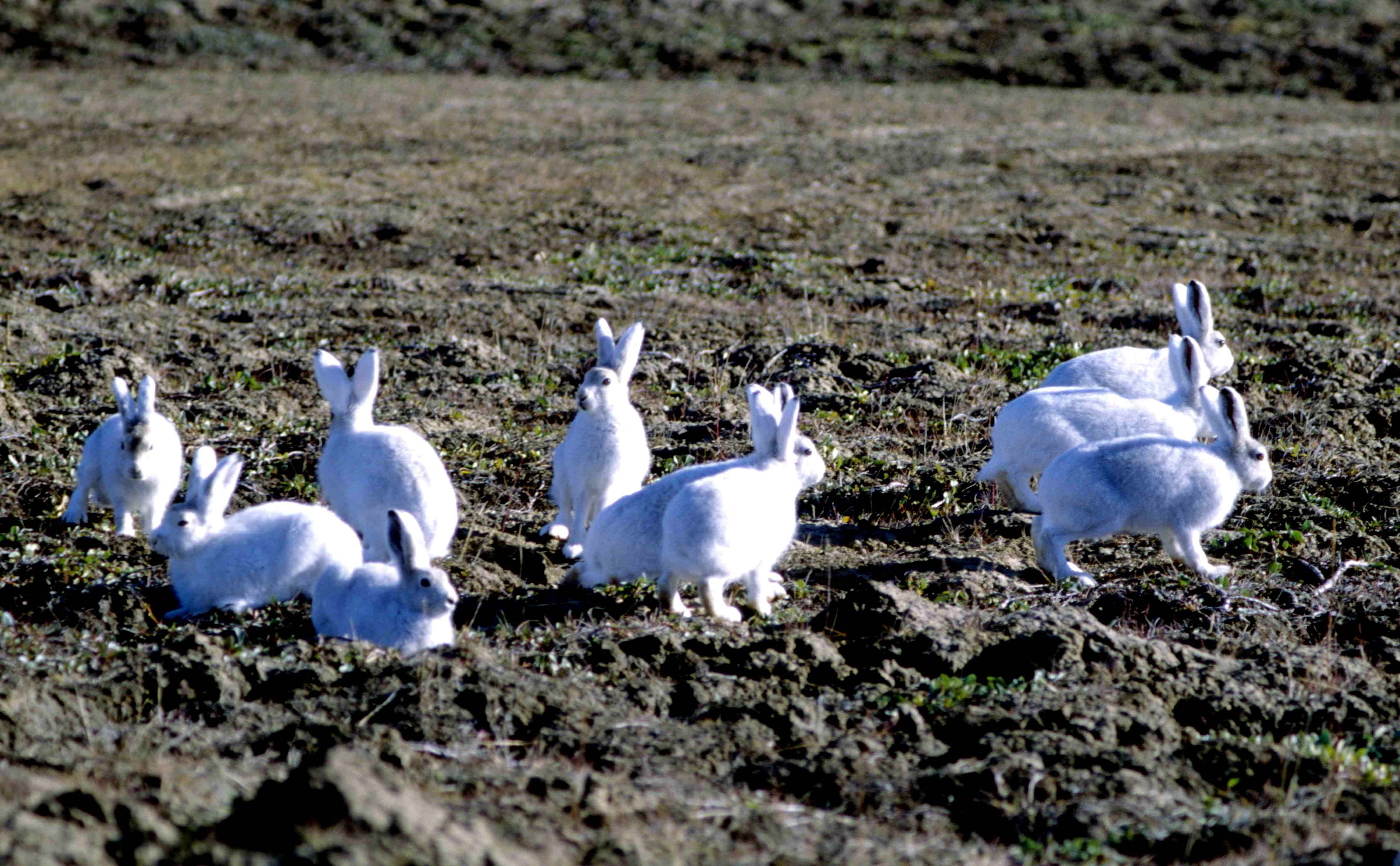
Iepuri polari pe insula Ellesmere

În ceea ce privește mamiferele terestre, în Parcul Național Quttinirpaaq, reprezentativ pentru condițiile insulei Ellesmere, se găsesc urși polari, lupi arctici, vulpi polare, hermeline, boi moscați, reni Peary, iepuri polari și lemingi gulerați. Mamiferele marine de pe coaste și din vecinătatea lor includ foci cu barbă, foci de Groenlanda (rare), viței de mare (rari), foci cu creastă (rare), morse (rare), narvali, beluga (rari), balene de Groenlanda (rare) și orca (rari).
Pe insulă, și mai ales în zona Parcului Național Quttinirpaaq, au fost observate în total 34 de specii de păsări, majoritatea fiind migratoare. Singurele păsări răpitoare sunt șoimii vânătorești norvegieni și bufnițele polare.
Singura specie de pește de apă dulce din insulă, și de altfel specia dominantă în zona arctică a Canadei și cu cea mai nordică răspândire este păstrăvul alpin (engleză Arctic Charr (Salvelinus alpinus)).
Pe insulă au fost observate și două specii de bondari, Bombus polaris și Bombus hyperboreus

### Paleontologie
În sedimentele din zona fiordului Stenkul a fost descoperită o pădure fosilă din paleocen-eocen.
În anul 2006, paleontologul Neil H. Shubin de la Universitatea Chicago a anunțat descoperirea unei fosile din Paleozoic (de acum cca. 375 milioane ani), numită Tiktaalik roseae, într-o fostă albie de râu din insula Ellesmere. Fosila prezintă numeroase caracteristici de pește, dar și caracteristici de tetrapod.

## Istoric
Primii locuitori ai insulelor arctice canadiene aparțineau așa-numitei Culturi paleo-eschimose timpurii sau Pre-Dorset, care în urmă cu cca. 4000 de ani a început să se răspândească dinspre Alaska de Vest spre est.
După ei au urmat purtătorii culturii Dorset, din cca. 1000 î.Hr. până spre anul 1000, când s-a impus cultura Thule. Unele urme de locuințe de format neobișnuit descoperite pe peninsula Bache par a fi de la o casă de piatră a eschimoșilor Dorset.
Inuiții culturii Thule au folosit și ei intens zona peninsulei Bache, deși în final factori ecologici și poate și sociali au determinat abandonarea zonei în timpul Micii Epoci Glaciare.
În jurul anului 1000, vikingii, probabil pornind din coloniile lor din Groenlanda, au ajuns și în insula Ellesmere și se pare că au existat schimburi comerciale cu inuiții locali.
Primul european care a văzut insula în epoca modernă a fost William Baffin în 1616. Insula și-a primit numele în 1852, în timpul expediției lui Edward Inglefield, după Francis Egerton, conte de Ellesmere, care la acea vreme era președintele Societății Regale Britanice de Geografie.
Explorarea coastei de est a fost complet explorată de expediția polară britanică a lui George Nares din 1875-1876. Cu acea ocazie, locotenentul Pelham Aldrich a studiat și platforma de gheață Ward Hunt și a înconjurat partea nordică a insulei, dând numele de Capul Columbia extremității sale nordice.
În 1881-1882, expediția americană condusă de Adolphus Greely a traversat insula de la est la vest.
În 1898-1902, Otto Sverdrup a explorat coasta de vest a insulei.
În 1906, Robert Peary a condus o expediție în nordul insulei Ellesmere, pornind de la Capul Sheridan de-a lungul coastei vestice a Strâmtorii Nansen.

## Populație

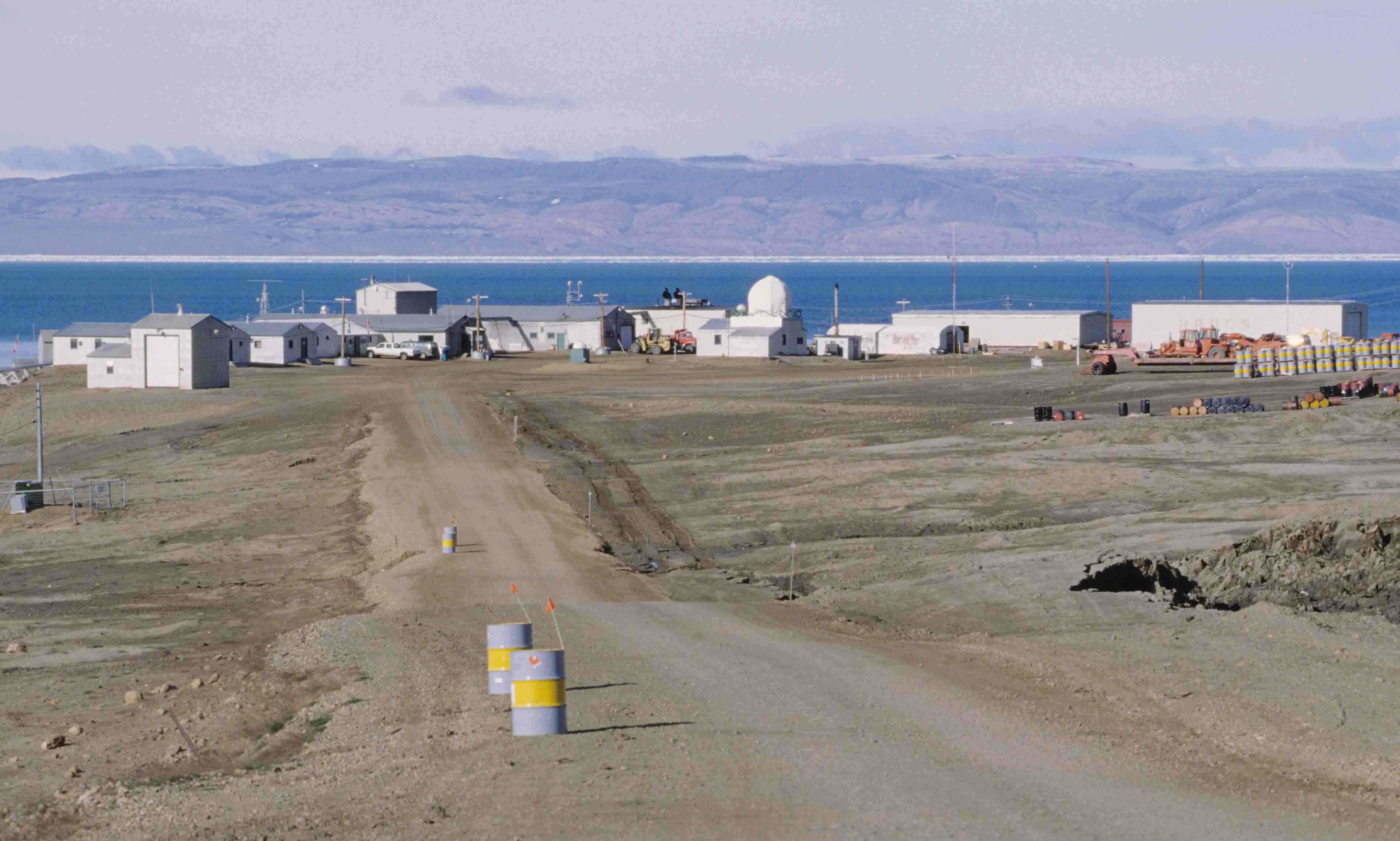
Stația meteorologică Eureka în 1997

În 2006, populația insulei Ellesmere era de 146 persoane, concentrate în două așezări: Alert (populația permanentă: 5 persoane) și Grise Fiord (populația permanentă: 141 persoane) O a treia așezare, Eureka, nu mai are în prezent locuitori permanenți, dar este folosită în continuare ca bază de cercetare și stație meteorologică.
Baza Alert a Forțelor Canadiene este cea mai nordică așezare umană cu locuitori permanenți din lume. Deși în epoca Războiului Rece baza prezenta o importanță deosebită datorită apropierii de Uniunea Sovietică, și datorită apariției tehnologiilor de interpretare de la distanță a datelor, după 1990 personalul bazei a fost redus treptat, în 2006 fiind înregistrate la bază 74 persoane.